# 中国人民解放军海军疾病预防控制中心
中国人民解放军海军疾病预防控制中心，位于北京市，隶属中国人民解放军海军后勤部。

## 简介
海军疾病预防控制中心的前身是中国人民解放军海军卫生防疫队。2014年4月正式更名为中国人民解放军海军疾病预防控制中心，隶属中国人民解放军海军后勤部。2010年代，该中心及其前身海军卫生防疫队抓住纳入国家公共卫生体系及开展军队疾病预防控制机构达标建设的契机，逐步形成了海军预防医学学科发展模式。

## 历任领导
| 主任 - 丛黎明（2014年—） | 政治委员 |